# Bolesław Dunikowski
Bolesław Dunikowski (ur. 1 października 1875 w Jaśle, zm. 9 marca 1927 w Krakowie) – pułkownik audytor Wojska Polskiego.

## Życiorys
Urodził się 1 października 1875 w Jaśle. Był synem Jana i Henryki z domu Neronowicz. Kształcił się w gimnazjum oo. Jezuitów w Bąkowicach koło Chyrowa. Ukończył studia na kierunku prawa na Wydziale Prawa Uniwersytetu Jagiellońskiego.
Został oficerem c. i k. armii. W latach od 1903 do 1911 służył jako sędzia w sądzie garnizonowym w Krakowie, a później w Stanisławowie i w Tarnowie. Po wybuchu I wojny światowej od 1 sierpnia 1914 sprawował stanowisko naczelnika sądu oraz referenta prawnego sądu Komendy Wojskowej w Przemyślu. Z dniem 1 kwietnia 1915 został odkomenderowany do Legionów Polskich. Awansowany do stopnia kapitana audytora od 1 stycznia 1916. Od kwietnia 1916 skierowany do Komendy Grupy Polskich Legionów i wszedł w skład Sądu Polowego. Mianowany majorem audytorem od 24 listopada 1916. Został kierownikiem Sądu Polowego Polskiego Korpusu Posiłkowego od 1 października 1917. W 1918 służył w austriackiej 4 Armii.
Po odzyskaniu przez Polskę niepodległości w 1918 został przyjęty do Wojska Polskiego i przydzielony do sądownictwa wojskowego. Był oficerem Armii „Wschód”, służył w Przemyślu, Lwowie, Krakowie. Został awansowany do stopnia pułkownika audytora w korpusie oficerów sądowych ze starszeństwem z dniem 1 czerwca 1919. Z dniem 27 listopada 1922 został przeniesiony w stan spoczynku.
Jako emerytowany oficer zamieszkał w Krakowie. Był członkiem zwyczajnym Towarzystwa Miłośników Historii.
Zmarł w Krakowie 9 marca 1927. Został pochowany na cmentarzu Rakowickim (kwatera S, rząd płn.-zach.).

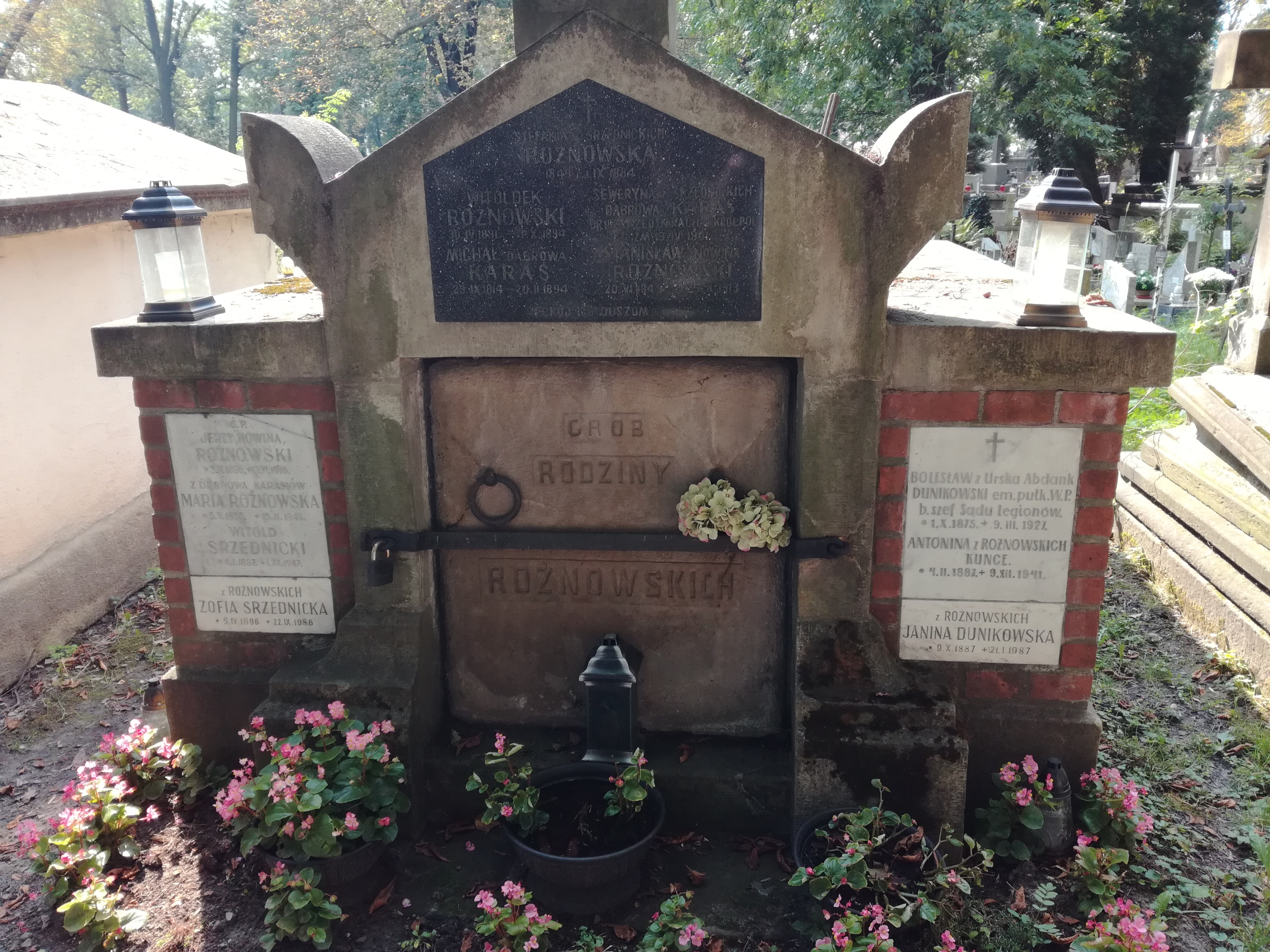
Grób płka Bolesława Dunikowskiego na cmentarzu Rakowickim

Jego żoną była Janina z domu Rożnowska.

## Odznaczenie
- Krzyż Kawalerski Orderu Franciszka Józefa z dekoracją wojenną (Austro-Węgry, 1916)[5][6].